# 데이터라이트
데이터라이트(Datalight)는 임베디드 시스템의 데이터 무결성을 보존하기 위한 전기 페일세이프(failsafe) 및 고성능 소프트웨어를 전문으로 하는 비공개 소프트웨어 기업이다. 이 기업은 1983년 로이 셰릴(Roy Sherrill)에 의해 설립되었으며 본사는 보셀에 위치해 있다.

## 개요 및 역사
데이터라이트는 전 보잉의 엔지니어 1983년 로이 셰릴에 의해 설립되었다. 데이터라이트의 내부 제품들은 2개의 도스용 애플리케이션이 있다: 데이터라이트 스몰-C 컴파일러, 데이터라이트 C-버그 디버거. 데이터라이트 C라는 이름의 온전한 C 컴파일러는 1987년부터 1993년까지 데이터라이트를 통해 이용할 수 있었다. 월터 브라이트가 개발한 데이터라이트 C는 조테크 C로 발전했으며 현재의 디지털 마스 C에 해당한다. 데이터라이트 C는 또한 데이터라이트 옴티멈-C라는 이름의 최적화 컴파일러로 개발되었으며 나중에는 최초의 네이티브 C++ 컴파일러인 조테크 C++(Zortech C++)이 되었다. 1988년, 데이터라이트는 임베디드 가능한 C 함수와 C 시작 코드를 제공하였던 C_thru_ROM을 출시하였으며 DOS에서 개발된 프로그램들이 DOS 의존성 없는 단독 응용 프로그램으로 실행될 수 있게 했다. 1989년, ROM-DOS 1.0이 출시되었다.